# Craugastor polymniae
Espèce
Synonymes
- Eleutherodactylus polymniae Campbell, Lamar & Hillis, 1989

Statut de conservation UICN

 NT  : Quasi menacé
Craugastor polymniae est une espèce d'amphibiens de la famille des Craugastoridae.

## Répartition
Cette espèce est endémique de l'État d'Oaxaca au Mexique. Elle se rencontre à Vista Hermosa vers 1 500 m sur le versant Nord de la Sierra Juárez.

## Publication originale
- Campbell, Lamar & Hillis, 1989 : A new species of diminutive Eleutherodactylus (Leptodactylidae) from Oaxaca, Mexico. Proceedings of the Biological Society of Washington, vol. 102, no 2, p. 491-499 (texte intégral).